# 日比野光鳳
日比野 光鳳（ひびの こうほう、1928年11月22日 - 2023年8月23日）は、日本の書家。勲等は旭日中綬章。水穂会会長、公益社団法人日展顧問、日本芸術院会員、文化功労者。本名は日比野 尚（ひびの ひさし）。
宝酒造株式会社での勤務を経て、同志社大学文学部講師、社団法人日展常務理事などを歴任した。

## 来歴
書家・日比野五鳳の子として京都市に生まれる。幼い頃より書に親しむ。同志社大学経済学部卒業、1953年宝酒造に勤務、1965年まで勤める。同志社大学文学部講師、京都新聞書き初め書道展審査委員長、京都市展審査員などを歴任。1987年日本美術展覧会（日展）会員賞。1992年京都府文化賞功労賞。1994年京都市文化功労者。1997年日展内閣総理大臣賞。1999年日本芸術院賞受賞、読売書法会常任総務。2002年花園大学文学部客員教授。2004年旭日小綬章受章。日展理事をへて2006年常務理事。京都書作家協会会長、のち顧問、水穂会会長、全日本書道連盟顧問。2008年父に続き親子2代で日本芸術院会員に選ばれる。2011年文化功労者。2021年、旭日中綬章を受章した。
2023年8月23日、老衰のため、京都市の自宅で死去した。94歳没。死没日付をもって従四位に叙された。

## 家族・親族
「昭和の三筆」のひとり日比野五鳳を父に持ち、息子の日比野実（博鳳）も書家・花園大学教授である。また、書家の土橋靖子は孫。

## 著書
- 高木聖鶴 共編『かな応用 (読売書法講座)』読売新聞、1994年8月。ISBN 978-4643940473
- 『寸松庵色紙・継色紙 (かな古典の学び方)』二玄社、1991年2月。ISBN 978-4544019520
- 『色紙 短冊の書き方〈かな〉』二玄社、1988年5月。ISBN 978-4544014488